# 에벤크인

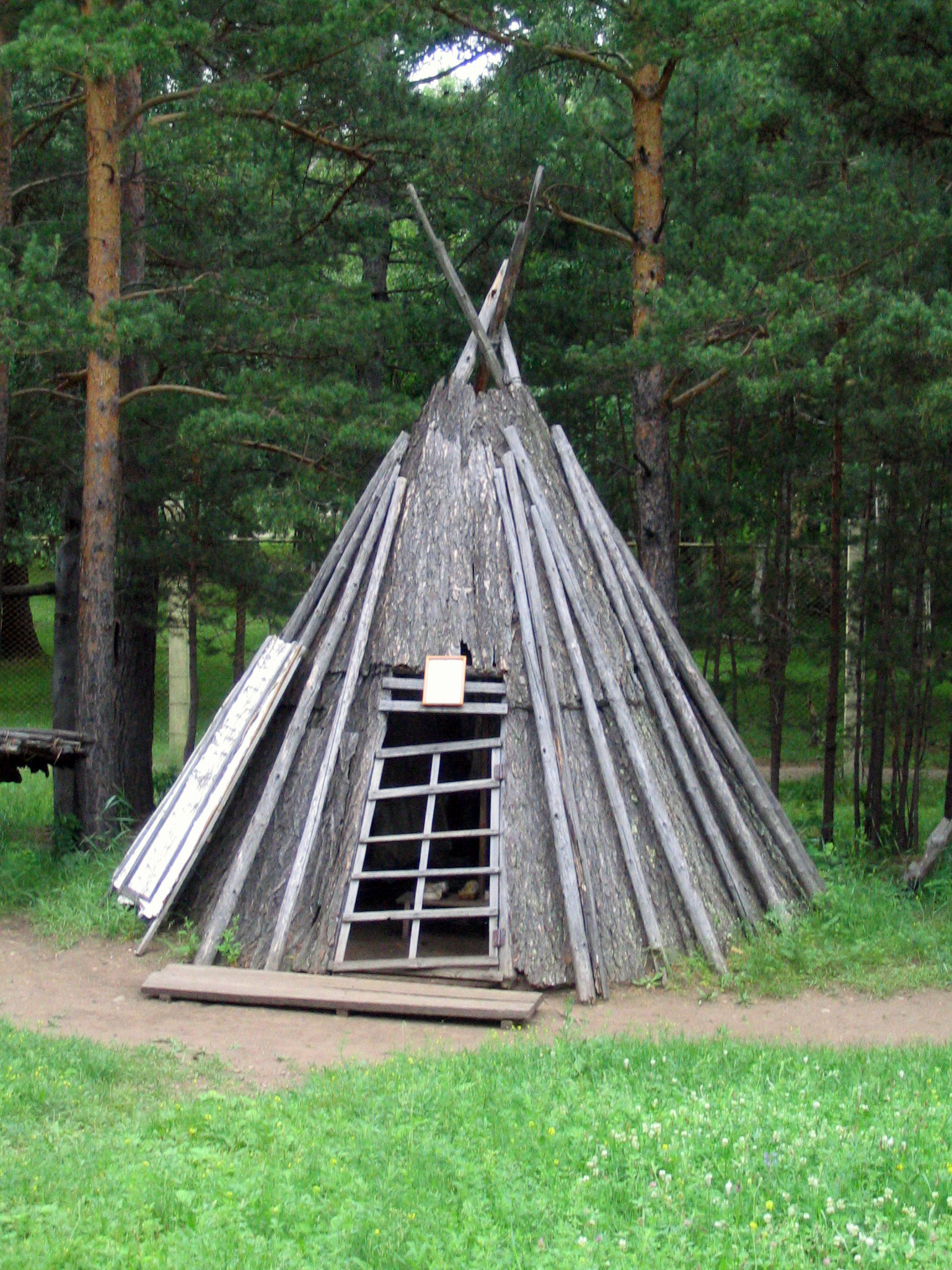
주거 형태전통 가옥은 나무를 원뿔 모양으로 나란히 세우고, 그 위에 여름에는 자작나무 껍질, 겨울에는 모피를 둘러치고 윗부분에 연기 구멍을 만들어 놓은 집에서 생활하였으나, 지금은 목조 가옥을 이용하는 사람들이 많다.

에벤크인(에벤크어: Эвэнкил 어웡킬, 러시아어: Эве́нки 예벤키[*], 중국어 간체자: 鄂温克族, 병음: èwēnkè zú 어원커쭈[*], 중국조선어: 어원키족)은 시베리아와 중국 동북부에 사는 민족이다. 러시아에서는 한때 오로촌족과 함께 퉁구스인(러시아어: Тунгу́сы 툰구시[*])로 불렸는데, 이는 야쿠트어로 타타르인을 이르는 말이었다. 몽골어로는 함니간(Хамниган)이나 에벤흐(Эвэнх), 부랴트어로는 에벤헤(Эвэнхэ)로 불린다. 고유어는 에벤크어로 퉁구스어족 북부어파에 속한다.
퉁구스어족으로 분류되어 있지만 원래 살던 지역은 매우 북부 멀리 떨어져 있어서 시베리아를 이동하여 시베리아 인종에 더 흡사하다. 많은 시베리아 퉁구스족들이 그렇듯 만주에 살던 여진족들이 시베리아로 이동하면서 고아시아 인종들과 접촉하였고 하플로 C인 고아시아 인종의 비율이 더 높다. 본래 바이칼호(Baikal) 북부 인근 시베리아에서 발원하여 현재 시베리아와 중국 동북지구 북부에 분포하는 소수 민족으로 인종적으로는 북방 몽골로이드 인종으로서 중간 키에 황색 피부, 흑색 직모가 특징이다.

## 명칭
예전에는 종족 명칭으로서 퉁구스(Tungus) 외에, 오로촌, 오로첸(Orochon/Oroqen), 비랄(Birar/birachen), 마네길(Manegir/manjagir), 솔론(solon) 등 여러 부족의 호칭이 있었으나, 현재는 예벤키(Evenki)를 공식 명칭으로 한다. 예벤키(Evenki)는 '어웡키'[əwəŋki]의 러시아어식 발음을 따른 것으로 생각되며, 러시아에서는 러시아어화된 발음을 따라 종족의 자칭을 하는 경우도 드물지 않다. 한편 예벤키(Evenki)의 중국어식 발음인 아이원지(埃文基; āiwénjī)로도 불리며, 아이원커(埃文克, āiwénkè)불리는 경우도 있고, 만주어로는 '아이원치(aiwenci)', '아이원크(aiwenk)'로 부른다.

## 분포 지역
분포 지역은 동쪽은 태평양 오호츠크해(Okhotsk) 연안, 서쪽은 오비 강(Ob)과 이르티슈 강(Irtysh)에 이르는 광범위한 지역으로 시베리아 면적의 약 70%에 해당되며, 예니세이 강(Enisei) 동쪽의 동시베리아(Siberia) 전역과 중국 동북지구 북부, 몽골 북부, 연해주 북부 등에 거주하는데 생업 형태와 거주 지역에 따라 크게 남·북 에벤크로 구분한다.

## 문화

### 생활상
과거에는 툰드라와 타이가 일대에서 순록을 방목하거나 사냥을 하기 위해서 시베리아를 끊임없이 이동을 하였으나, 남부는 바이칼호 동쪽, 중국 및 몽골의 북동부 지역에서 소와 말의 목축과 농업에 종사하며 상대적으로 안정되어 있다. 북부는 수렵과 순록 사육을 하며 사육한 순록은 운송 수단으로 이용하며, 식량은 주로 수렵과 어로에 의존한다. 수렵 대상은 주로 야생 순록, 고라니, 노루, 곰 등이며, 모피 교역을 위해 담비와 다람쥐 등을 사냥한다.

### 주거 형태
전통 가옥은 나무를 원뿔 모양으로 나란히 세우고, 그 위에 여름에는 자작나무 껍질, 겨울에는 모피를 둘러치고 윗부분에 연기 구멍을 만들어 놓은 집에서 생활하였으나, 지금은 목조 가옥을 이용하는 사람들이 많다.

### 전통 사회
전통적으로 부계 씨족 사회로서 동일 씨족의 결혼은 금지되었는데, 17세기 러시아인과 접촉 이후 새로운 사냥터, 유목지를 찾기 위한 이동과 러시아인, 중국인 등의 영향으로 19세기에는 혼인 규정을 제외하고는 씨족 조직은 대부분의 기능이 상실되었다.

### 종교관
샤머니즘, 정령숭배, 토테미즘 등의 종교관이 있다. 샤먼(shaman)은 여러 개의 가죽끈, 종, 방울, 구슬, 금속판 등으로 장식한 의상을 걸치고 순록 가죽의 북을 쳐서 정령(精靈)과 교신하며 치료와 예언 등을 하였고, 토테미즘으로는 수렵의 성공을 기원하는 곰 축제를 중시하였다.

## 현대

### 러시아의 에벤크인
예전에 러시아의 에벤크인들은 퉁구스 족으로 알려졌다.
2002년 기준으로 러시아에 약 36,000명이 분포하며, 에벤키 민족관구(民族官區)가 형성되어 있다.

### 중국의 에벤크인
2만6,000명의 에벤크인들이 중국에 살고 있다. 이중 2만3,000명이 내몽골 자치구의 후룬베이얼 지역의 하이라얼에 거주하고 있다. 에벤크족 자치기(自治旗)가 형성되어 있다.

### 몽골의 에벤크인
약 3,000명 정도가 분포한다.

## 같이 보기
- 몽골의 민족
- 러시아의 민족
- 중국의 민족
- 에벤크어